# 790 (szám)
A 790 (római számmal: DCCXC) egy természetes szám, szfenikus szám, a 2, az 5 és a 79 szorzata.

## A szám a matematikában
A tízes számrendszerbeli 790-es a kettes számrendszerben 1100010110, a nyolcas számrendszerben 1426, a tizenhatos számrendszerben 316 alakban írható fel.
A 790 páros szám, összetett szám, azon belül szfenikus szám, kanonikus alakban a 21 · 51 · 791 szorzattal, normálalakban a 7,9 · 102 szorzattal írható fel. Nyolc osztója van a természetes számok halmazán, ezek növekvő sorrendben: 1, 2, 5, 10, 79, 158, 395 és 790.
A 790 négyzete 624 100, köbe 493 039 000, négyzetgyöke 28,10694, köbgyöke 9,24434, reciproka 0,0012658. A 790 egység sugarú kör kerülete 4963,71639 egység, területe 1 960 667,975 területegység; a 790 egység sugarú gömb térfogata 2 065 236 933,8 térfogategység.